# Chaetodontoplus melanosoma
Chaetodontoplus melanosoma là một loài cá biển thuộc chi Chaetodontoplus trong họ Cá bướm gai. Loài này được mô tả lần đầu tiên vào năm 1853.

## Từ nguyên
Từ định danh của loài được đặt ghép bởi hai từ trong tiếng Latinh: melano ("màu đen") và soma ("thân thể"), hàm ý đề cập đến cơ thể màu đen của cá trưởng thành.

## Phạm vi phân bố và môi trường sống
C. melanosoma có phạm vi trải dài từ Philippines (quần đảo Sulu, Cebu và Nam Luzon), dọc theo bờ đông của đảo Borneo (bang Sabah của Malaysia) về phía nam đến quần đảo Sunda Nhỏ (Indonesia). Loài này sống gần các rạn san hô và mỏm đá ngầm, đặc biệt là những nơi có dòng chảy mạnh và nước trồi, ở độ sâu khoảng từ 5 đến 30 m.
C. melanosoma còn được cho là có mặt ở vùng biển phía nam Nhật Bản. Quần thể melanosoma Nhật Bản (được gọi là C. cf melanosoma) lại có vây đuôi hoàn toàn màu vàng, khác biệt so với kiểu hình có đuôi màu đen viền vàng ở các quần thể melanosoma thực sự ở Đông Nam Á. Không rõ C. cf melanosoma chỉ là biến thể kiểu hình của C. melanosoma, hay là một loài chưa được mô tả ở Nhật Bản.

## Mô tả
C. melanosoma có chiều dài cơ thể tối đa được biết đến là 20 cm. C. melanosoma và hai loài khác là Chaetodontoplus dimidiatus và Chaetodontoplus vanderloosi tạo thành phức hợp loài melanosoma do cả 3 loài đều có kiểu màu khá giống nhau.
C. melanosoma và C. dimidiatus đều có một vùng màu xám ở thân trên và đầu, vùng thân còn lại màu đen, lốm đốm các vệt màu vàng ở trên mặt; cá con cũng có kiểu hình giống nhau. C. melanosoma và C. vanderloosi chỉ giống nhau ở kiểu màu vây đuôi: màu đen với dải viền màu vàng ở rìa sau (vây hậu môn và vây lưng cũng có viền vàng ở rìa). Cá con của C. melanosoma và C. vanderloosi có màu đen, nhưng C. melanosoma có dải trắng sau đầu, thay vì vàng nhạt như C. vanderloosi.
Số gai vây lưng: 13; Số tia vây ở vây lưng: 17–19; Số gai vây hậu môn: 3; Số tia vây ở vây hậu môn: 17–18.

## Sinh thái học
Thức ăn chủ yếu của C. melanosoma là hải miên (bọt biển) và những loài thuộc phân ngành Sống đuôi. Chúng có thể sống đơn độc hoặc bơi theo cặp.
C. cf melanosoma thường lai tạp với Chaetodontoplus septentrionalis ở vùng biển phía nam Nhật Bản và đảo Đài Loan. Chaetodontoplus chrysocephalus, một loài có tình trạng phân loại còn mơ hồ, được nghĩ là con lai giữa hai loài này.
C. melanosoma là một loài cá cảnh thường được xuất khẩu trong ngành buôn bán cá cảnh.

### Trích dẫn
- Richard L. Pyle (2003). A systematic treatment of the reef-fish Family Pomacanthidae (Pisces: Perciformes) (PDF) (Tiến sĩ). Đại học Hawaii. Lưu trữ ngày 21 tháng 5 năm 2021 tại Wayback Machine
- Gerald R. Allen; Roger C. Steene (2004). “Chaetodontoplus vanderloosi, A new species of angelfish (Pomacanthidae) from Papua New Guinea” (PDF). aqua, Journal of Ichthyology and Aquatic Biology. 8 (1): 23–30.Quản lý CS1: sử dụng tham số tác giả (liên kết)